# Ґасем Хаддадіфар
Ґасем Хаддадіфар (перс. قاسم حدادی‌فر, нар. 12 липня 1983, Тегеран) — іранський футболіст, півзахисник клубу «Зоб Ахан» та національної збірної Ірану.

## Клубна кар'єра
У дорослому футболі дебютував 2003 року виступами за команду клубу «Зоб Ахан», в якій провів два сезони, після чого був відданий в оренду до клубу «Санат Нафт».
2006 року повернувся до «Зоб Ахана». Цього разу відіграв за команду з Ісфахана наступні шість сезонів своєї ігрової кар'єри. Більшість часу, проведеного у складі «Зоб Ахана», був основним гравцем команди.
Частину 2012 року захищав кольори команди клубу «Трактор Сазі» також на орендних умовах.
З другої половини 2012 року знову грає за «Зоб Ахан».

## Виступи за збірну
2010 року дебютував в офіційних матчах у складі національної збірної Ірану. Наразі провів у формі головної команди країни 15 матчів.